# Francis Crippen
Francis Crippen (ur. 17 kwietnia 1984 w Bryn Mawr, zm. 23 października 2010 w Fudżajra) – amerykański pływak.
Jego największym sukcesem było zdobycie brązowego medalu podczas Mistrzostw świata w pływaniu na dystansie 10 km.
Zmarł 23 października 2010 roku podczas zawodów Pucharu Świata w Fudżajra prawdopodobnie na skutek zasłabnięcia, którego doznał w wodzie nagrzanej do temperatury przekraczającej ponad 30 °C, co mogło być główną przyczyną utraty przytomności. Dokładną przyczynę zgonu ma wyjaśnić sekcja zwłok.